# Isola del Piano
Isola del Piano là một đô thị ở tỉnh Pesaro và Urbino trong vùng Marche, nằm cách 60 km về phía tây của Ancona và khoảng 20 km về phía tây nam của Pesaro.
Isola del Piano giáp các đô thị sau: Fossombrone, Montefelcino, Urbino.